# Protilema
Protilema is een kevergeslacht uit de familie van de boktorren (Cerambycidae). De wetenschappelijke naam van het geslacht werd voor het eerst geldig gepubliceerd in 1908 door Aurivillius.

## Soorten
Protilema omvat de volgende soorten:
- Protilema gigas Aurivillius, 1908
- Protilema granulosum Breuning, 1942
- Protilema humeridens Aurivillius, 1925
- Protilema montanum Kriesche, 1923
- Protilema papus Vitali & Menufandu, 2010
- Protilema rotundipenne Breuning, 1947
- Protilema strandi Breuning, 1940